# Hälltjärnen (västra)
Hälltjärnen (västra) är en sjö i Tanums kommun i Bohuslän och ingår i Örekilsälven-Strömsåns kustområde. Sjön är 0,8 meter djup, har en yta på 0,0014 kvadratkilometer och är belägen 110 meter över havet.